# Waap Entertainment
Waap Entertainment es un estudio de cine pornográfico japonés.

## Historia
Waap Entertainment se fundó en 1998 y lanzó sus primeros vídeos en diciembre de ese año. La empresa se especializa en vídeos de una sola actriz y es más conocida por su serie Dream Shower (ドリームシャワー), que se estrenó el 17 de diciembre de 1998, con Dream Shower No.1 protagonizada por Izumi Maki y dirigida por Alala Kurosawa. La serie es en parte bukkake y en parte gangbang y ha aparecido en más de sesenta entregas en el sello Beauty de la compañía. El estudio también es reconocido por haber desarrollado a varios destacados directores de AV modernos, como Alala Kurosawa, [Jo]Style, K*WEST y KINGDOM.
Cuando S1 No. 1 Style introdujo el nuevo estilo de censura de mosaico digital menos disimulado a finales de 2004, Waap le siguió poco después con sus propios vídeos de mosaico digital (デジエロモザイク, Dejieromozaiku). Waap Entertainment produce unos 10 vídeos nuevos al mes y el minorista AV DMM de Hokuto Corporation enumeraba más de 1 500 títulos de DVD disponibles bajo el nombre de Waap Entertainment en septiembre de 2011.
La reputación de la empresa se ha extendido al Village Voice, donde el columnista Johnny Maldoro nombró el vídeo de Waap Semen Club 2 (ザーメンクラブ2) protagonizado por Yui Kayama como el Bukkake Best de 2003. Waap también se ha expandido a otro ámbito del entretenimiento con aplicaciones de juegos, puzles y recopilación de fotos para iPhone con algunas de las mejores modelos del estudio.

## AV Grand Prix
En la edición de 2006 del concurso AV Open, Waap participó tanto en la Main Stage como en la Challenge Stage. Su propuesta para la Main Stage fue Only One - Miracle Woman (ONLY ONE 奇跡の女), con varias actrices amateur. En la Challenge Stage, la empresa nominó Divide My Pleasure (濃厚な面接), dirigida por Kirin y protagonizada por Ren Hitomi y Yuri Ueno.
Waap Entertainment fue también una de las 19 empresas que se presentaron al concurso AV Open 2007. Su propuesta Deep Lesbian & Hot Semen & Black Fuck (熱吻ブラック), era un vídeo interracial protagonizado por Marin y Shiho, y dirigido por K*WEST. Quedó en octavo lugar en la clasificación general y ganó un Premio Presidente Honorífico Lily Franky.
La empresa también fue una de las participantes en el AV Grand Prix 2008 patrocinado por Hokuto Corporation con su vídeo Shall We Fuck x10 (現役東●生の挿入十番勝負とギリギリモザイク), protagonizada por Lemon Tachibana y dirigida por K*WEST y Goemon. En el AV Grand Prix de 2009, Waap se llevó uno de los Premios Especiales Fetish Video por Tsubomi - Semen Club (蕾に滴る野蛮な汁), con Tsubomi y dirigido por Takuan.

## Sellos
Algunos de los sellos con los que cuenta el estudio son:
- Beauty
- Boin Club
- Cobra
- Dragons Gate
- Encore
- Fearless
- Foxy
- Gone
- Jelly
- Kohshiro
- Milk
- Select
- Shoot
- So
- Star Box
- Washing Machine

## Actrices
Algunas AV Idols que han actuado para Waap Entertainment han sido:
- Bunko Kanazawa
- Kirari Koizumi
- Marin
- Aika Miura
- Momoka Nishina
- Nao Oikawa
- Maria Ozawa
- Asuka Sakamaki
- Riko Tachibana
- Tsubomi
- Akira Watase
- Maria Yumeno